# Michael Cretu
Michael Cretu (Mihai Creţu), även känd som Curly MC, född 18 maj 1957 i Bukarest i Rumänien, är en rumänsk-tysk musiker. Han är mest känd internationellt för sitt framgångsrika musikprojekt Enigma. Som soloartist kom hans största hit att bli "Samurai (Did You Ever Dream)" som blev en hit 1985.

## Bakgrund
Cretu studerade klassisk musik vid Liceul Nr. 2 i Bukarest i Rumänien 1965 och i Paris, Frankrike 1968. Senare antogs han till Musikuniversitetet i Frankfurt am Main i Tyskland från 1975 till 1978, där han tog sin musikexamen. Cretu blev lärling som keyboardist och producent hos den legendariske Frank Farian, mannen bakom ett flertal framgångsrika artister under 70- och 80-talen, såsom Boney M och Milli Vanilli.
Cretu var också en av producenterna till Mike Oldfields album Islands som kom 1987.
Cretu träffade sin fru Sandra då de turnerade tillsammans med hennes grupp Arabesque, där Michael var keyboardist. Han producerade ett flertal framgångsrika singlar och album åt henne, den allra första var "(I’ll Never Be) Maria Magdalena" som nådde försäljningslistornas förstaplatser i 21 länder. Michael Cretu och Sandra gifte sig den 7 januari 1988. 1995 blev Michael far till tvillingparet Nikita och Sebastian.
Han ägde gamla A.R.T. Studios på Ibiza, innan de flyttade till ett nytt hemman i de ibikanska bergen. Hans nya hus på den vilda och romantiska västkustsidan av ön är ett spektakulärt och ståtligt palats i marockansk stil som tagit arkitekterna Bernd Steber och Gunter Wagner 9 år att färdigställa. Det innehåller också en ny inspelningsstudio från vilken han hoppas kunna leverera fler framtida album.
År 1998 slog Cretu åter igen sig samman med sin "lärling" Jens Gad och skapade albumet The Energy of Sound under namnet Trance Atlantic Airwaves. Cretu och Gad samarbetade också på jamaicanske sångaren Andru Donalds soloprojekt, vars singel "All Out of Love" blev en stor europeisk succé under 1999. Michael Cretu äger Mambo Music, A.R.T. Studios, Enigma Publishing och restaurangen Goya i Santa Eulalia.
November 2007 skickade Michael och hans fru Sandra in ansökan om skilsmässa efter att ha flyttat isär ett år tidigare. Sandra meddelande officiellt via sin Myspace-sida att skilsmässan berodde på olikheter både personligt och professionellt.
Under 2008 har Michael färdigställt den portabla inspelningsutrustningen The Alchemist, namngiven efter hans uttalande om sig själv som en alkemist som skapar nytt genom samma musikaliska pulver som han blandar på olika vis.

### Cretu som soloartist
Cretus första skivsläpp som soloartist var Wild River 1978. Hans första album släpptes 1979 med titeln Ausgewählte Goldstücke som senare släpptes som engelsk version, Moon, Light & Flowers. Cretus andra soloalbum, döpt Legionäre, kom 1983, ett album med tyska texter och sång av Michael Cretu. Det samproducerades med Harald Steinhauer och mastrades av Armand Volker. Även detta album finns som engelsk version, Legionnaire.
Cretus tredje album hette Die Chinesische Mauer (den kinesiska muren), och släpptes 1985. Michael följde samma recept från tidigare album genom att själv sjunga på tyska, och även detta album samproducerades med Armand Volker. På den engelskspråkiga versionen av albumet, The Invisible Man, ändrades låtordningen och en del låtar arrangerades om, därav längdskillnaden mellan språkversionerna. Cretu fick sin största solohit från detta album, Samurai (Did You Ever Dream). Förutom sina soloarbeten har Cretu även släppt album i konstellationer med artisterna Peter Cornelius och Thissy Thiers samt Jens Gad (Trance Atlantic Air Waves).

### Enigma-projektet
Efter giftermålet med Sandra och den definitiva flytten till Ibiza 1988 fick Cretu en idé, baserad på ett förslag av David Fairstein, att starta ett musikaliskt new age-dansprojekt, under namnet Enigma. Cretu arbetade med Frank Peterson och David Fairstein för att skapa deras banbrytande första singel Sadeness (part I) som överraskande blev en jättehit. 1990 släpptes albumet MCMXC a.D. som även den blev en enorm internationell framgång. Den ska ha sålts i över 30 miljoner exemplar över hela världen. Ett av syftena med Enigma var att presentera musik som aldrig tidigare hörts eller producerats någon annanstans, vilket också tvingade Cretu att ständigt finna nya musikaliska riktningar, delvis för att skaka av sig imitatörer.
MCMXC a.D. stannade på topplistorna i 282 veckor på Billboardlistan och började dala först då Enigmas andra album, The Cross of Changes, släpptes 1993. Inför det nya projektet, även kallat Enigma 2 eller E2, delade sig Frank Petersons och Michael Cretus åsikter om Enigmas framtida utveckling vilket resulterade i att Frank Peterson lämnade projektet 1991. Cretu ändrade Enigmas inriktning från Gregoriansk sång till folkloresång från olika stammar på det andra albumet vilket ledde till världssuccén Return to Innocence som sjöngs av Angel (även känd som Angel X, Andy Jonas, Andy Hard, medan hans riktiga namn är Andreas Harde) och Sandra. Cretu blev ombedd av Paramount Pictures att skriva hela filmmusiken till långfilmen Sliver, vilket Cretu dock tackade nej till. Efter långa överläggningar gick dock Michael Cretu med på att bidra med en av låtarna, Age of Loneliness, från The Cross of Changes och döptes därmed om till Carly's Song, efter huvudkaraktären i filmen.
1996 släpptes Enigmas tredje album, Le Roi Est Mort, Vive Le Roi! (Franska för "Kungen är död, leve kungen"). Stilmässigt lät det som en kombination av de två första albumen men det misslyckades dock att följa upp föregångarnas storslagna succéer. Albumet var det "ljusaste" och mest harmoniska Enigma albumet Cretu någonsin skapat, därav namnet, som förstärker känslan av den nya stilen. Cretu lär ha sagt att E3 är albumet han är mest missnöjd med, det var för lite mystik och djup.
På det fjärde albumet, som släpptes 2000, styrde Cretu projektet i en helt ny riktning eftersom han fått ensamrätten att använda bitar ur kompositören Carl Orffs opera Carmina Burana. Det bombastiska albumet The Screen Behind the Mirror innehöll också två nya gästsångare; den jamaicanske soloartisten Andru Donalds och Ruth-Ann Boyle, sångerskan i den brittiska gruppen Olive. Även om lärlingen Jens Gad hade arbetat med Cretu på de tidigare albumen var E4 det första där Jens officiellt krediterades för sitt arbete.
Michael Cretu bestämde att det första kapitlet i sagan Enigma var avslutat och lanserade därför 2001 två samlingsalbum — L.S.D. - Love Sensuality Devotion - The Greatest Hits och L.S.D. - Love Sensuality Devotion - The Remix Collection.
Vid det laget var det enligt Cretu ovisst om Enigma skulle återuppstå, men efter tre år, den traditionella intervallen mellan Enigmas album, kom slutligen det betydligt poppigare albumet Voyageur 2003. Det igenkännliga soundet från Shakuhachi-flöjten, stamfolklore eller gregoriansk sång hade bytts ut mot mer pop-orienterade låtar och rytmer. Dessutom sjöng Michael Cretu själv på de flesta låtarna med undantag för ett par låtar sjungna av Ruth-Ann Boyle, Andru Donalds och Sandra. Albumet är hans hittills mest rymdinspirerade och ska vara starten på ett nytt "rymdkapitel" som ska förstärkas ytterligare på Enigma 6.
I mars 2006 släpptes nya singeln Hello & Welcome som tema och reklamkampanj till den tyske boxaren Felix Sturm och världsmästerskapen i boxning i Tyskland. Felix Sturm vann och Enigma fick låten presenterad på bästa sändningstid men utan någon större succé på listorna. Singeln finns med på det sjätte albumet A Posteriori som lanserades den 22 september 2006.
September 19 2008 släpptes albumet "Seven lives, many faces". under 2010 kommer troligtvis en ny platta att släppas det är ett samarbete med djunited som har ett förflutet inom eurodisco genren.han har tidigare arbetat lite med andru donalds och blir nu aktuell inom Enigma.

## Diskografi

### Solokarriär
- Ausgewählte Goldstücke (1979) eller Moon, Light and Flowers (1979)
  - Wild River (1978)
  - Moonlight Flower (1979)
- Legionäre (1983, re-release 2002) eller Legionnaire (1983)
  - Total Normal (1983)
  - Zeitlose Reise (1983)
  - Der Planet Der Verloren Zeit (1983)
- Die Chinesische Mauer (1985) eller The Invisible Man (1985)
  - Schwarzer Engel (1984)
  - Die Chinesische Mauer (1985)
  - Samurai (Did You Ever Dream) (1985)
  - Carte Blanche (1985)
  - Silver Water (1985)
- Gambit (1986, fristående singel)

### Samarbeten
Moti Special (grupp med Manfred "Tissy" Thiers, Nils Tuxen, Reinhard "Dicky" Tarrach)
- Motivation (1985) (+nyutgåva 2001 med 3 bonusspår)
  - Cold Days, Hot Nights (1985)
  - Don't Be So Shy (1985)
  - Stop! Girls Go Crazy (1985)

Cretu & Thiers
- Belle Epoque (1988)
  - When Love Is The Missing Word (1987)
  - Don't Say You Love Me (Let Me Feel It)(1988)
- School's Out (1987, fristående singel)

Cornelius & Cretu
- Cornelius & Cretu (1992)
  - Rettungsringe Sterben Aus (1992)
  - Nur Die Hoffnung Nicht (1992)

Trance Atlantic Air Waves (T.A.A.W.)
- The Energy Of Sound (1998)
  - Magic Fly (1997)
  - Chase (1998)
  - Crocketts Theme (1998)

### Enigma
Album och singlar
- E1: MCMXC a.D. (1990)
  - Sadeness (part I) (1990)
  - Mea Culpa (part II) (1991)
  - Principles Of Lust (1991)
  - The Rivers Of Belief (1991)
- E2: The Cross Of Changes (1993)
  - Return To Innocence (1993)
  - Age Of Loneliness (1994)
  - The Eyes Of Truth (1994)
  - Out From The Deep (1994)
- E3: Le Roi Est Mort, Vive Le Roi! (1996)
  - Beyond The Invisible (1996)
  - T.N.T. For The Brain (1997)
- Trilogy (1998)
- E4: The Screen Behind The Mirror (2000)
  - Gravity Of Love (1999)
  - Push The Limits (2000)
- L.S.D. - Love Sensuality Devotion - The Remix Collection (2001)
- L.S.D. - Love Sensuality Devotion - The Greatest Hits (2001)
  - Turn Around (2001)
- E5: Voyageur (2003)
  - Voyageur (2003)
  - Following The Sun (2003)
  - Boum Boum (2003)
- E6: A Posteriori (2006)
  - Hello & Welcome (2005)
  - Goodbye Milky Way (2006)

DVD
- Remember The Future (2001)
- MCMXC a.D. - The Complete Video on DVD

### Övriga produktioner
- Sandra
- Ruth-Ann Boyle
- Andru Donalds
- Hubert KaH
- Inker & Hamilton
- Boney M
- Mike Oldfield
- Peter Cornelius
- Topaz
- Peter Kent
- Kristian"djunited"Hansson
- Juliane Werding
- A La Carte
- Séverine
- Maggie Reilly
- Rudolf Rock und die Schocker
- Sarah Brightman
- Mireille Mathieux
- Mary and Gordy
- Peter Schilling
- Münchener Freiheit
- George Kranz
- Kurt Maloo